# Umar Farooq Zahoor
Umar Farooq Zahoor (født 1975) er en norskfødt pakistansk forretningsmand, mafialeder og dømt forbryder. Siden 2010 har han været efterlyst i Norge for økonomisk kriminalitet og har tidligere været eftersøgt af Interpol for lignende forhold. Zahoor‑familien er i norsk presse blevet beskrevet som en af landets største mafiafamilier.
Zahoor var tilknyttet Ameri Group som administrerende direktør indtil august 2015.

## Tidlige år
Zahoor blev født i 1975 i Norge af pakistanske forældre fra Sialkot. I bogen The Coup: På indersiden af Norges mest magtfulde mafiafamilie (2014) af Hans Petter Aass og Rolf J. Widerøe beskrives familien som en af Norges største mafiafamilier.
Han gik først i skole i Norge og flyttede senere til Mellemøsten.

## Karriere
I 2000 underslæbte Zahoor flybilletter for over 15 millioner NOK via sit eget rejsebureau.
I 2003 grundlagde han sammen med newzealænderen Shaun Gregory Morgan en falsk bank, Banque Internationale Ltd., i Schweiz. Morgan fik tre og et halvt års fængsel i 2006; i 2009 blev straffen forlænget til fem år, efter at flere ofre meldte sig. Zahoor blev internationalt efterlyst af Interpol for bl.a. at have bedraget 27 personer for 120 millioner NOK via den falske bank. Samme år idømte Oslo tingrett ham ét års fængsel for groft underslæb.
I 2004 blev Zahoor anholdt i Pakistan og hævder selv at være blevet tortureret af politiet. Anholdelsen byggede på en anmeldelse fra den tyrkiske erhvervsmand Imtiaz Ahmed Sheikh, som året efter selv blev tiltalt for omfattende korruption.
I 2010 svindlede Zahoors bror Usman og fire medsammensvorne enken efter Gunnar Block Watne for over 63 millioner NOK. Politiet mener, at Usman stod bag svindel for mere end 111 millioner.
Pengene blev overført med en falsk fuldmagt via Nordea i Oslo til Dubai, hvor de menes kontrolleret af Umar Zahoor – noget han selv benægter. I september 2011 blev Usman idømt ti års fængsel; strafudmålingen blev i 2012 nedsat til fem år og ni måneder. Høyesterett har siden udstedt arrestordre på Umar Zahoor i sagen.
I november 2022 hævdede Zahoor, at Pakistan Tehreek‑e‑Insaf‑regeringen solgte et Graff‑armbåndsur, som Saudi-Arabiens kronprins Mohammed bin Salman havde foræret daværende premierminister Imran Khan, for 2 mio. US$. Khan har siden medgivet, at han solgte flere gaver, herunder uret.

## Formue
Zahoors investeringer omfatter fast ejendom, IT, energi, landbrug m.m. i De Forenede Arabiske Emirater og andre lande. Han har tætte relationer til flere kongehuse i Mellemøsten og samarbejder med statsledere i Afrika, Sydøstasien, Caribien og Sydamerika.

## Hæder
- August 2023 – Medalje fra Ækvatorialguineas præsident Teodoro Obiang Nguema Mbasogo.[18]
- August 2024 – Pakistans præsident Asif Zardari godkendte Hilal‑e‑Imtiaz til Zahoor for hans rolle i Toshakhana‑sagen.[21]

## Privatliv
Zahoor giftede sig i 2006 med skuespilleren Sofia Mirza, og parret fik tvillingedøtre.
Efter skilsmissen i 2009 fik moderen forældremyndigheden; af frygt for børnenes bortførsel blev de sat på en no‑fly‑liste. Senere samme år kidnappede Zahoor døtrene og smuglede dem ud af Pakistan på falske pas. I 2013 blev hans forlovelse med skuespilleren Veena Malik offentliggjort. Året efter blev Malik idømt 26 års fængsel for blasfemi, men hun var da allerede flygtet til Dubai.